# Pockelsův jev
Pockelsův jev též Pockelsův efekt je elektrooptický jev. Byl objeven v roce 1893 Friedrichem Carlem Alwinem Pockelsem. Jedná se o efekt, kdy se index lomu mění úměrně přiloženému elektrickému poli. V případě přímé úměry hovoříme o lineárním elektrooptickém jevu a v případě kvadratické závislosti hovoříme o kvadratickém elektrooptickém jevu též Kerrově jevu. Pockelsův efekt pozorujeme u necentrosymetrických prostředí, kdežto Kerrův u centrosymetrických prostředích. Pockelsova jevu se využívá v elektrooptických modulátorech, závěrkách i při konstrukci fázových destiček.
Pockelsova cela je zařízení, které využívá Pockelsova jevu. Jedná se o elektro-optický modulátor světla. Skládá se z opticky anizotropního materiálu (jako např. KDP, ADP, LiNbO3), na který je pomocí elektrod přivedeno napětí. V závislosti na poloze přiložení elektrického pole se uplatňuje příslušný podélný či příčný elektrooptický jev.